# La Pipima
La Pipima är en ort i Mexiko.   Den ligger i kommunen Navolato och delstaten Sinaloa, i den västra delen av landet, 1 100 km nordväst om huvudstaden Mexico City. La Pipima ligger 10 meter över havet och antalet invånare är 392.
Terrängen runt La Pipima är mycket platt. Runt La Pipima är det ganska tätbefolkat, med 155 invånare per kvadratkilometer. Närmaste större samhälle är Navolato, 7,7 km norr om La Pipima. Trakten runt La Pipima består till största delen av jordbruksmark.